# Гордон Фриман
Гордон Фриман (енгл. Gordon Freeman, ˈGɔrdn ˈFrimən), измишљени лик, доктор теоријске физике запослен у истраживачкој станици Блек Меса (енгл. Black Mesa, Blæk ˈMeɪsə). Протагониста је серије игара Half-Life, рачунарских игара у којима спречава инвазију ванземаљаца. Један је од ретких ликова оваквих игара да није војник.